# Reducere Wolff-Kishner
Reacția Wolff-Kishner, cunoscută și sub denumirea de reducerea Wolff-Kishner, este o reacție chimică de reducere a unei aldehide sau cetone la un alcan. 